# وريد طحالي
الوريد الطحالي هو وريد يقوم بتصريف ونقل الدم من الطحال.
يتحد الوريد الطحالي مع الوريد المساريقي العلوي، ليكوّنا الوريد البابي الكبدي ويعبر أعلى المعثكلة ويرافق بذلك الشريان الطحالي. وعلى عكس الشريان الطحالي، فإن الوريد الطحالي يمر داخل الصفاق، بينما الشريان الطحالي يمر خلف الصفاق.
يقوم الوريد باستقبال فروع وريدية من المعدة والمعثكلة وكذلك من الأمعاء الغليظة التي يتم تصريف الدم منها عن طريق الوريد المساريقي العلوي والذي يتحد مع الوريد الطحالي مباشرة قبل أن يكوّنا وريد الباب.

## صور إضافية

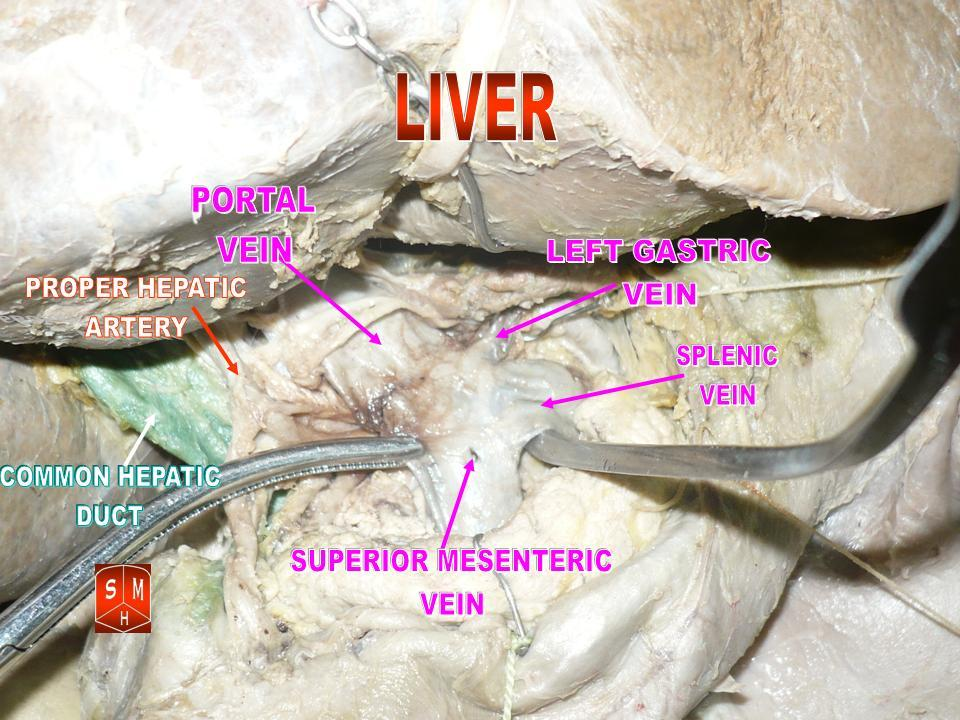
الوريد الطحالي
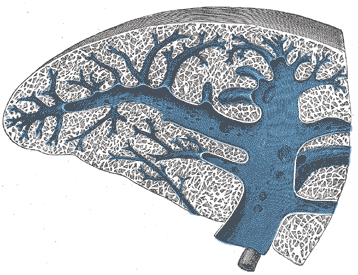
مقطع مستعرض للطحال، ويظهر النسيج التربيقي والوريد الطحالي وروافده.
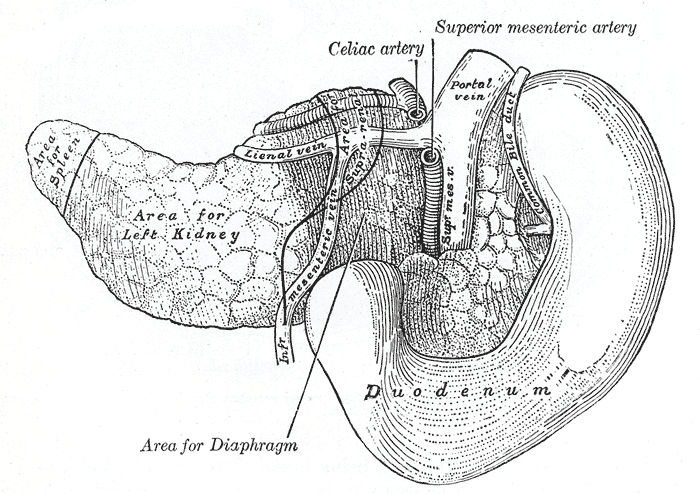
المعثكلة والإثنا عشر (من الخلف).

## وصلات خارجية
- قالب:موضوع غرايز - "الطحال"
- -1241120742 في مفكرة المُمارِس العام - "خثار الوريد الطحالي"
- صور تشريحية:39:10-0102 في مركز داونستيت الطبي التابع لجامعة نيويورك - "Intestines and Pancreas: Structures Posterior to the Pancreas:
- صور تشريح صني 8685
- درسٌ تشريحي حول pancreas مُعدٌ بواسطة ويسلي نورمان (جامعة جورجتاون). (pancreasvessels)
- Splenic vein - medterms.com